# Marie-France Tristan
Pour les articles homonymes, voir Tristan.
Marie-France Tristan, née Marie-France Salques le 18 novembre 1942 à Grenoble et morte le 9 janvier 2022 au Chesnay, est une universitaire française.
Agrégée d'italien et docteur d'État ès-lettres (1999), cette maître de conférence à Paris IV-Sorbonne (1971-2002) est spécialiste de l’époque baroque, et plus particulièrement du poète italien Giambattista Marino, dit le Cavalier Marin (1569-1625), dont elle a contribué à réhabiliter l’image,,
Elle est mariée avec l'écrivain Frédérick Tristan, lauréat du prix Goncourt en 1983.

## Parcours scientifique
Les travaux de Marie-France Tristan sur le Cavalier Marin s’inscrivent dans le cadre du renouveau d’intérêt pour le baroque littéraire et artistique qui s’est manifesté dans la seconde moitié du XXe siècle. 
Ces recherches ont débuté sous l’égide du médiéviste Paul Renucci, et se sont poursuivies dans le sillage des spécialistes du XVIIe siècle italien et européen, tant sur le plan littéraire que sur les plans scientifique, philosophique ou religieux (révolution scientifique de Galilée, tradition de l’Hexaméron, Cabale chrétienne, Cabale hébraïque d’Isaac Louria, etc.). 
Ces mêmes travaux ont été plus récemment confortés par le projet de republication complète des œuvres de Marino aux Editions La Finestra (Trento).

### Promotion d’une image: Marino poète philosophe
À travers un essai de plus de 700 pages, Marie-France Tristan a renouvelé en profondeur l’interprétation de l’œuvre marinienne en l'orientant dans une direction nettement philosophique. Elle se propose de sortir le Cavalier Marin de l’ornière où l’ont enfoncé trois siècles de classicisme, pour lui rendre sa véritable dimension de « poète philosophe ».
Il s’agissait de démontrer que, loin d’être seulement le chantre d’une poésie de l’affectation, de la meraviglia gratuite, et d’une rhétorique échevelée, ce découvreur et ami du peintre Nicolas Poussin, hôte d’honneur du roi Louis XIII à Paris (1615-1623), mérite à bien des égards d’être rapproché, notamment en matière de théogonie et de cosmogonie, de philosophes tels que Francesco Giorgi (Georges de Venise, auteur de l’Harmonia mundi), Giordano Bruno, ou Tommaso Campanella, et annonce certains aspects majeurs de la pensée de Leibniz.
Elle a mis en évidence le fait que le traité marinien des Dicerie sacre (1614) apporte un précieux éclairage à l'articulation entre fable mythologique et symbolisme judéo-chrétien. Dans l'ensemble de l'œuvre marinienne, le vaste réseau des mythes gréco-latins s'avère en effet être d'une très grande richesse et originalité au niveau des propositions exégétiques qu’il suggère.

### Textes à énigme
Marino a été mis à l’Index en 1627 pour son libertinisme trop affiché, pour son mélange jugé sacrilège du sacré et du profane, et plus globalement en raison du caractère hétérodoxe de sa philosophie, largement teintée d’hermétisme et de cabale, et marquée par les courants scientifiques les plus récents et les plus controversés. C’est la raison pour laquelle Marie-France Tristan a explicitement rangé l’œuvre marinienne dans la catégorie des textes à énigme, ou textes masqués impliquant une stratification des niveaux de langage.
Ce type de texte requiert une méthode d’approche critique spécifique s’apparentant à la lecture d’une anamorphose (en l’occurrence non pas picturale, mais poétique), et exigeant le passage d’une lecture purement littérale à une lecture symbolique et allégorique, voire anagogique. 
C’est cette méthode qu’a adoptée Marie-France Tristan. S’appuyant sur l’idée que la véritable rhétorique est d’ordre philosophique, elle s’inspire plus particulièrement de certaines propositions de Paul Ricœur, de Julia Kristeva (distinction entre génotexte et phénotexte), et de Jacques Derrida (fait d’ériger le « non dit » et l’indicibilité en constituants essentiels et foyers vivants de l’acte d’écrire). 
Marie-France Tristan a montré que le texte anamorphique, tendu entre les extrêmes de l’unicité du dire et de la multiplicité du parler, en d’autres termes du sens et du signe, en relation avec la doctrine du « tout est en tout », s’inscrit dans le jeu indéfini des interférences sémantiques et des réseaux métaphoriques tel qu’il fut notamment explicité sur le plan théorique, au XVIIe siècle, par le rhétoricien Emanuele Tesauro, et mis en pratique par le Cavalier Marin. 

### Traduction
Tristan a entamé une traduction de L'Adone, immense poème mythologique (près de 41 000 vers hendécasyllabes) de Giambattista Marino pubié en 1623. Le premier tome est paru, avec une introduction de Marc Fumaroli, aux Belles Lettres en mai 2014. Au décès de Tristan, aucun autre volume n'était paru.

### Essais
- La Scène de l'écriture : Essai sur la poésie philosophique du Cavalier Marin (1569-1625), préface de Yves Hersant, Paris, Honoré Champion, 2002, 754 pages  (ISBN 2-7453-0670-7).
- (it) Sileno barocco, Il “Cavalier Marino” fra sacro e profano, La Finestra editrice, Lavis (Trente), 2008, 464 pages  (ISBN 978-88-95925-00-4).

### Traduction
- Giambattista Marino, Adone/Adonis, t. 1 : Chants I-V, préface de Marc Fumaroli, Les Belles Lettres, coll. « Bibliothèque italienne » n° 36, 2014  (ISBN 9782251730400).